# Monument Holendrecht
Het Monument Holendrecht is een kunstwerk in Amsterdam-Zuidoost.
Het beeld is een creatie van Maria Glandorf uit 1984. De volledige omschrijving luidt Monument Holendrecht ter herdenking van het verzet en de bevrijding. Het geeft in twee bronzen mensachtige figuren op een betonnen sokkel de eeuwige strijd weer tussen mens en macht. Ze staan los van elkaar maar zijn toch met elkaar verbonden. Daar waar de ene figuur in beweging lijkt te zijn, staat de ander massief stil. Het beeld werd 21 april 1983 onthuld door Minny Luimstra-Albeda, wethouder van kunstzaken in aanwezigheid van een overlevende van concentratiekamp Auschwitz, een februaristaker en een dochter van Auschwitzoverlevenden. Vanaf 1981 werd er gesproken over een herdenkingsbeeld in Amsterdam-Zuidoost, waarop de gemeente Amsterdam 50.000 gulden vrijmaakte. Het resterende bedrag van 5.000 gulden werd door de bevolking bijeengebracht. Bij de onthulling was ook een aantal Chileense kinderen aanwezig, zij waren er ter nagedachtenis van de Staatsgreep in Chili in 1973.
Het beeld staat direct ten noordwesten van de Holendrechtpleinbrug daar waar het Abcouderpad langs het Niftrikhof scheert.